# Wagenmenner van Delphi

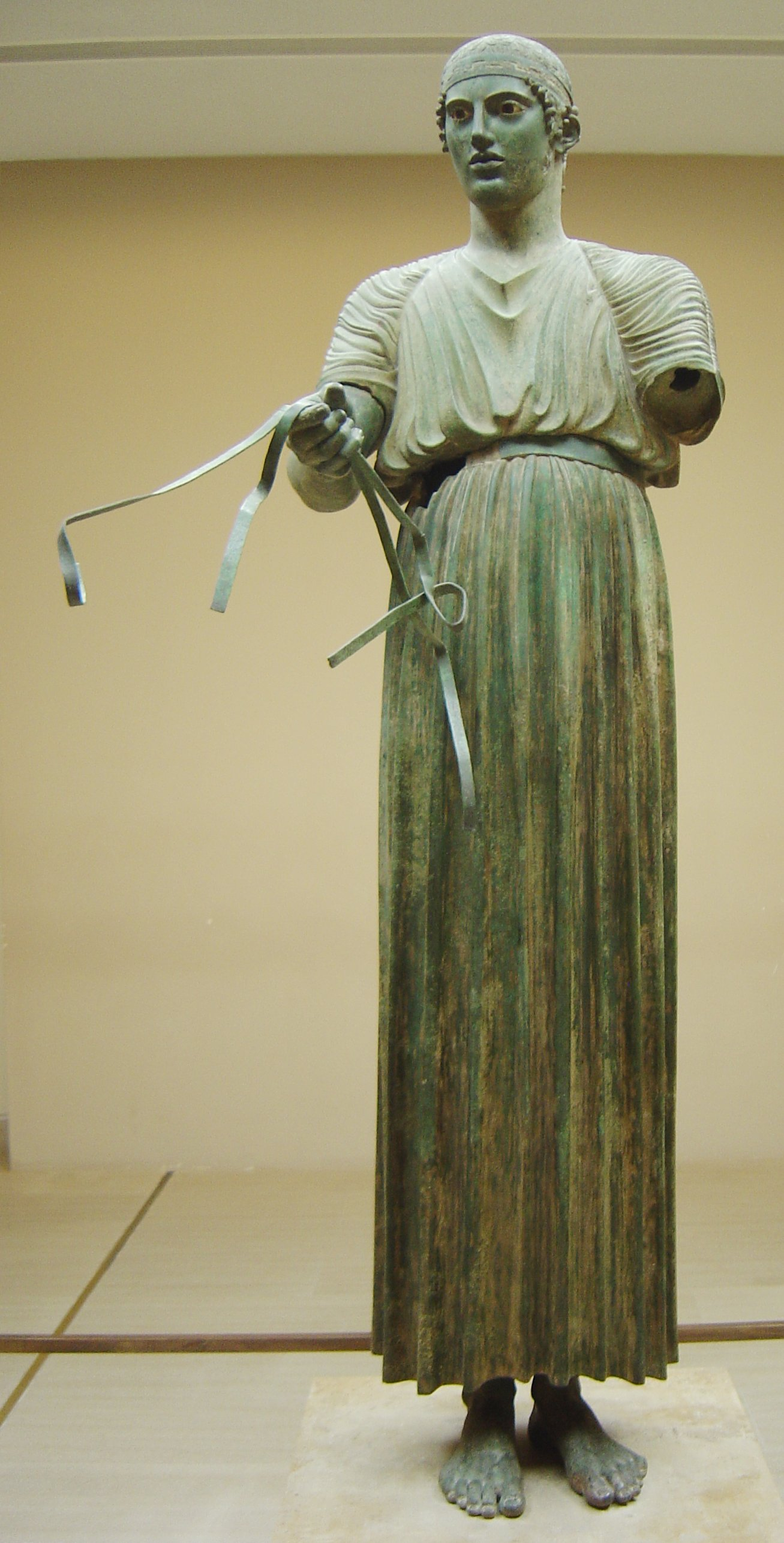
De Wagenmenner van Delphi

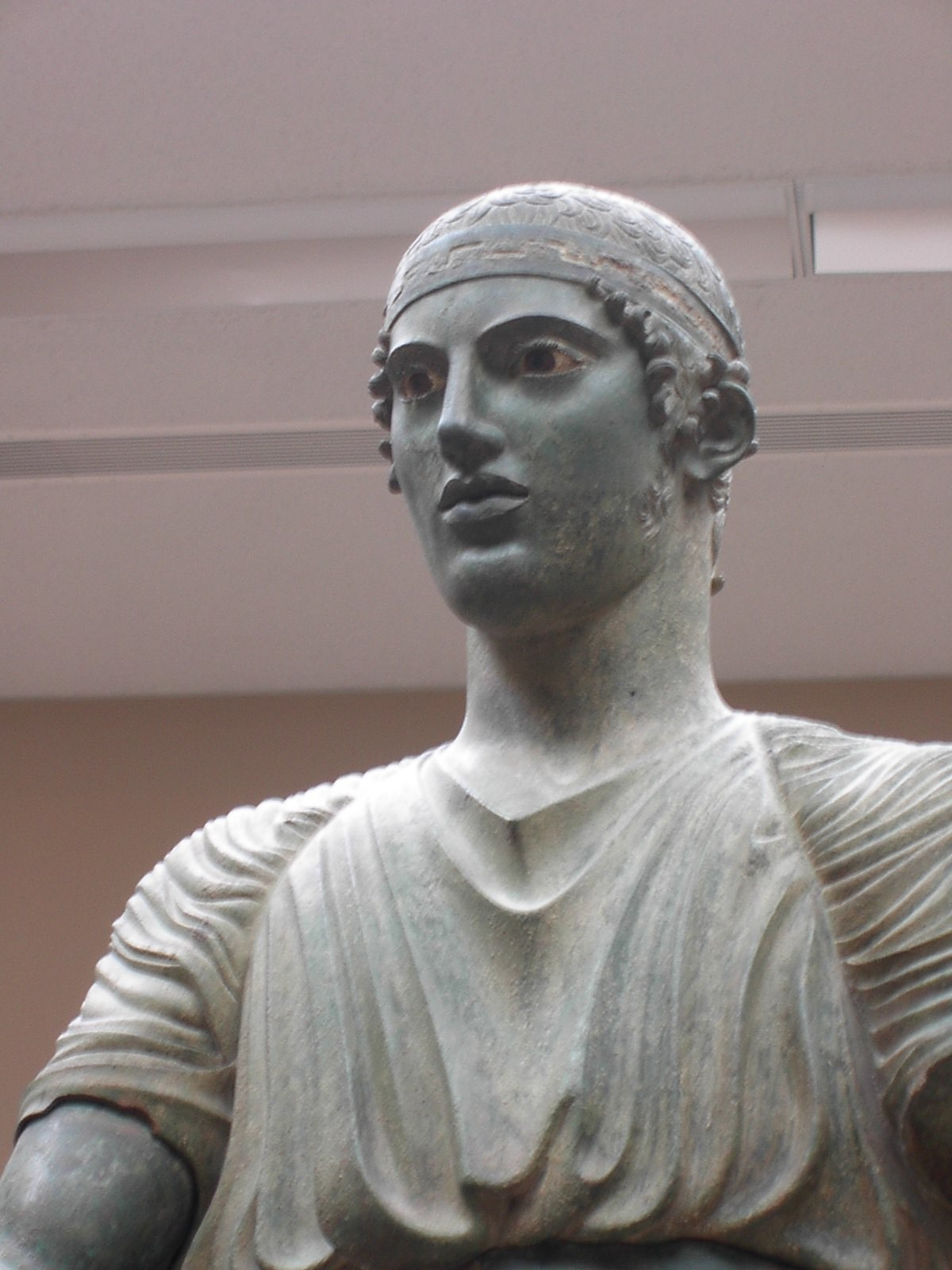
De Wagenmenner van Delphi

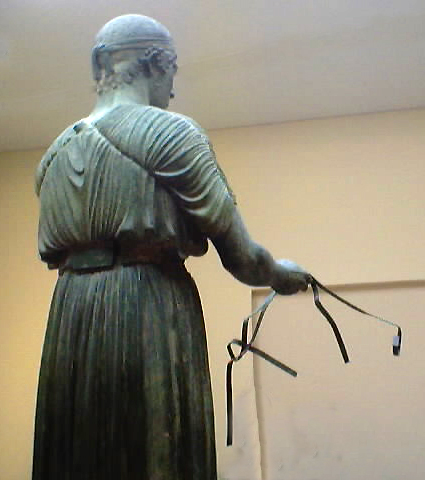
Achterkant Wagenmenner van Delphi

De Wagenmenner van Delphi is een Grieks bronzen beeld. Het beeld werd vervaardigd in de jaren 70 van de vijfde eeuw v.Chr. in opdracht van Polyzalus van Gela, broer van de tiran Hiëro van Gela en Syracuse en Gelo van Syracuse. De beeldhouwer is onbekend.
Het beeld is te bezichtigen in het Archeologisch Museum te Delphi.

## Geschiedenis van het beeld
Het beeld werd gevonden bij de ruïnes van de oude Griekse stad Delphi. In 1860 begon een team van de Franse archeologische school te Athene met opgravingen. In 1896 werd het beeld gevonden toen een team, onder leiding van de directeur van de school, Théophile Homolle, een ondergrondse waterleiding blootlegde nabij de tempel van Apollo. Het beeld werd niet in één geheel gevonden. In april en mei van 1896 werden verschillende delen opgegraven. Er werden drie delen gevonden: het hoofd en de borst, de rechterarm en de rest van het lichaam van de taille tot de voeten. De rechterarm was gedeeltelijk beschadigd en werd gerestaureerd. De linkerarm werd niet teruggevonden. Het beeld werd aan het Archeologisch Museum van Delphi gegeven, waar het na restauratie tentoongesteld werd.

## Beeldhouwstijl
Het beeld werd gemaakt in het begin van de klassieke periode (500 v.Chr. - 300 v.Chr.) en behoort tot de strenge stijl (500 v. Chr - 450 v.Chr.).
In de strenge stijl verdwijnt een groot deel van de kenmerken van de archaïsche periode. De beelden blijven in deze stijl echter nog frontaal en met weinig details. Zij komen wel natuurlijker over. Een geleidelijke overgang naar meer beweging is al merkbaar. Deze beweging is vooral te merken aan de vrijere stand van de benen en het verdwijnen van de symmetrie in de schouders en flanken. In de klassieke periode krijgt de contrapost zijn ontwikkeling. Dit houdt in de s-kurve en de gespannen-ongespannen houding van de benen. Deze houding zorgt ook voor extra beweging in het beeld. De armen bevinden zich ook niet meer strak naast het lichaam en de handen zijn meer open. De archaïsche glimlach die in de archaïsche periode voorkomt, is volledig verdwenen in de klassieke periode. In deze periode waren vooral atleten, helden of goden het onderwerp. De mens werd in de beelden voorgesteld met ideale verhoudingen.

## Het beeld
Het beeld stelt een mannenfiguur voor gekleed in een lange traditionele wagenmennerschiton, (een xystis), met een verticale natuurlijke plooival tijdens zijn triomfantelijke ereronde. Alleen de menselijke figuur, de disselboom en het juk van de wagen hebben de tand des tijds doorstaan; de bijhorende strijdwagen met de vier paarden (Quadriga) en de linkerarm gingen verloren. Er werden wel nog fragmenten gevonden van de paarden, de renwagen, delen van teugels en een deel van een voetstuk met een inscriptie.
De Wagenmenner was een wijgeschenk aan de god Apollo als dank voor de overwinning bij een wagenren op de Pythische Spelen in 478 v.Chr. of 474 v.Chr.. Om de 4 jaar werden deze spelen georganiseerd in Delphi. De Wagenmenner is een bronzen beeld van 1.80m hoog met ogen van onyx, koperen wimpers en lippen en een zilveren overwinningsband. Het beeld straalt plechtigheid, levenskracht en fierheid uit.
Het standbeeld werd gegoten volgens de techniek van het bronsgieten van de Griekse oudheid. Om het beeld te vervaardigen werd een driedimensionale afdruk gemaakt van de verschillende delen van het beeld in een gietmal. De verschillende delen waren de beide armen, de beide voeten, het lage gedeelte van het gewaad, het hoge gedeelte van het gewaad en het hoofd. De delen werden door middel van mechanische technieken als klinken en lassing aan elkaar verbonden.
Op het voetstuk, vervaardigd uit kalksteen, staat de naam van de opdrachtgever, Polyzalus. Hij en zijn broers waren beiden tirannen van Gela. Na de tirannie van Polyzalus werd het woord tiran op het voetstuk verwijderd. Oorspronkelijk stond op het voetstuk: [Μνᾶμα Πολύζαλος με Γ]έλας ἀνέ[θ]εκε[ν] ἀ[ν]άσσ[ον] (Polyzalus, heerser van Gela, heeft dit herdenkingmonument gewijd). Na de heerschappij van Polyzalus werd de tekst veranderd en stond er: [Νικάσας ἵπποισι Π]ολύζαλός μ’ἀνέθηκ[εν] / ὑιος Δεινομένεος, τ]όν ἄεξ’, εὐόνυμ’ Ἄπολλ[ον] (Polyzalus, zoon van Deinoménes, zegevierend met zijn paarden, heeft het aan jou gewijd en wees voorspoedig zeer vereerde Apollon.)